# Pinsot
Pinsot korábbi község (település) Franciaországban, Isère megyében. 2019. január 1-jén Ferrière  községgel egyesült és Le Haut-Bréda új község része lett.
Lakosainak száma 164 fő (2018. január 1.). Pinsot Crêts-en-Belledonne, Saint-Alban-des-Villards, Saint-Colomban-des-Villards, Allevard és La Ferrière községekkel határos.

## Népesség
A település népességének változása:
| Lakosok száma | 147  | 129  | 140  | 139  | 180  | 204  | 196  | 179  | 168  | 164  |
|               | 1968 | 1975 | 1982 | 1999 | 2006 | 2011 | 2013 | 2016 | 2017 | 2018 |